# Сорокопуд
Сорокопу́д або терняк, заст. лем. ґіб (Lanius) — рід горобцеподібних птахів родини сорокопудових (Laniidae).
Довжина тіла 18 — 35 см, вага 25 — 100 г.
Сорокопуди живляться комахами й іншими безхребетними, також мишовидними гризунами. Деякі з сорокопудів відомі також як «птахи-м'ясники», тому що інколи наколюють свою здобич на шипи (колючки) рослин, ніби на гак для м'яса (так їм простіше їсти). Lanius в перекладі з латинської — м'ясник.

## Види
Нараховують близько 26 видів, у фауні України — 4:
- Сорокопуд тигровий (Lanius tigrinus)
- Сорокопуд японський (Lanius bucephalus)
- Сорокопуд терновий, або жулан (Lanius collurio) — гніздовий, перелітний, зустрічаються повсюдно;
- Сорокопуд рудохвостий (Lanius isabellinus)
- Сорокопуд сибірський (Lanius cristatus)
- Сорокопуд бірманський (Lanius collurioides)
- Сорокопуд іржастий (Lanius gubernator)
- Сорокопуд міомбовий (Lanius souzae)
- Сорокопуд індійський (Lanius vittatus)
- Сорокопуд довгохвостий (Lanius schach)
- Сорокопуд тибетський (Lanius tephronotus)
- Сорокопуд рудобокий (Lanius validirostris)
- Сорокопуд чорнолобий (Lanius minor) — гніздовий, перелітний;
- Сорокопуд американський (Lanius ludovicianus)
- Сорокопуд сірий (Lanius excubitor) — рідкісний гніздовий птах Полісся (взимку зустрічається по всій Україні);
- Сорокопуд південний (Lanius meridionalis)
- Сорокопуд клинохвостий (Lanius sphenocercus)
- Сорокопуд чорноплечий (Lanius excubitoroides)
- Сорокопуд савановий (Lanius cabanisi)
- Сорокопуд ефіопський (Lanius dorsalis)
- Сорокопуд сомалійський (Lanius somalicus)
- Сорокопуд білокрилий (Lanius mackinnoni)
- Сорокопуд чорноголовий (Lanius collaris)
  - Сорокопуд нагірний (Lanius collaris marwitzi)
- Сорокопуд сан-томейський (Lanius newtoni)
- Сорокопуд червоноголовий (Lanius senator) — рідкісний залітний птах;
- Сорокопуд білолобий (Lanius nubicus)